# Denver Center for the Performing Arts

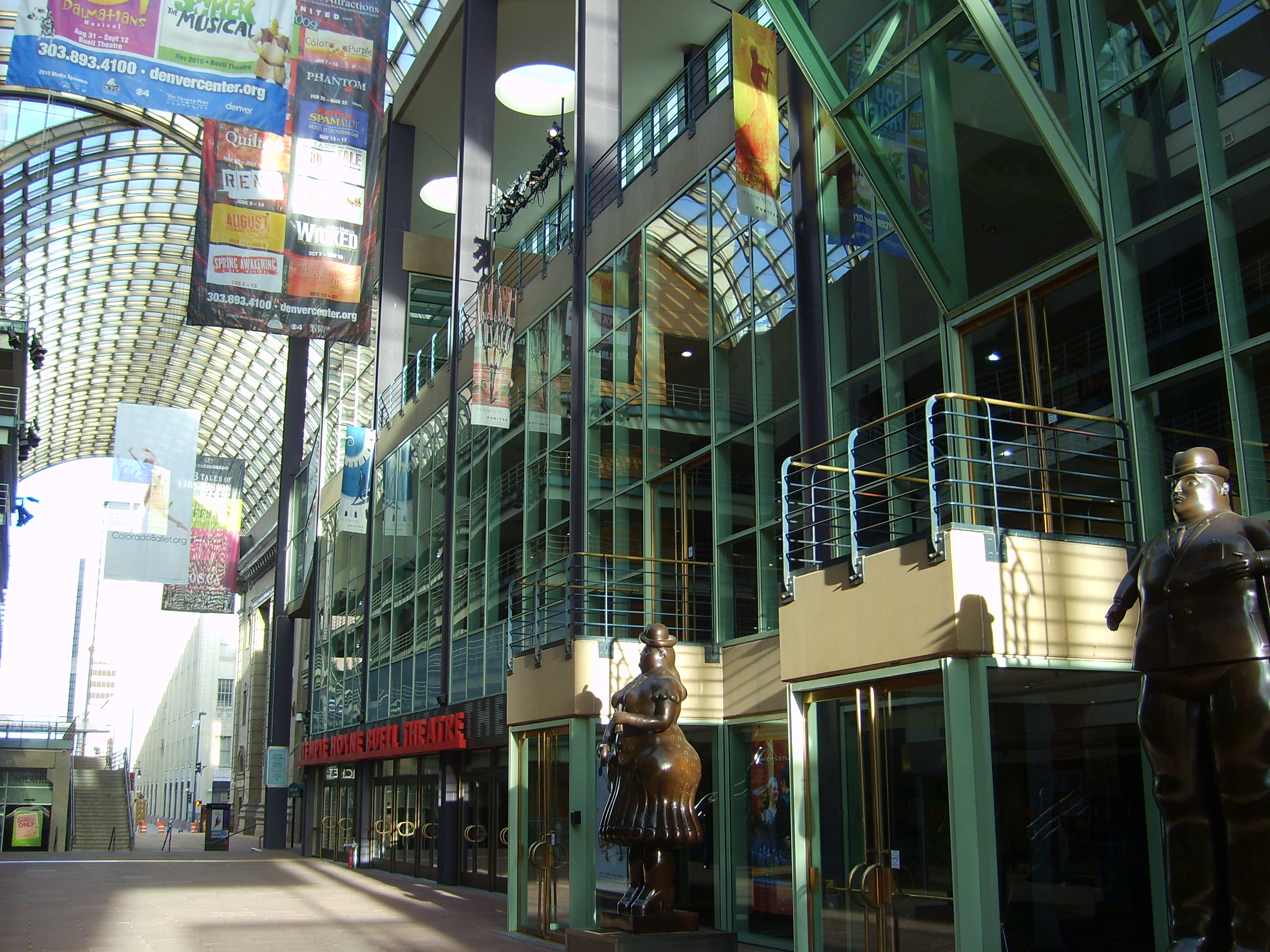
Esterno del Denver Performing Arts Complex

Il Denver Center for the Performing Arts (DCPA) è un'organizzazione fondata nel 1972 con sede a Denver in Colorado. Fa da vetrina per performance di teatro, fornisce supporto per nuove opere teatrali, è tappa preferenziale per gli spettacoli di Broadway in tour e organizza corsi di teatro. 
Il DCPA è il principale inquilino del Denver Performing Arts Complex, un sito di 49000 m2 contenente dieci spazi per performance e oltre 10000 posti a sedere complessivi. Il sito è di proprietà e parzialmente gestito da Arts and Venues Denver. 

## Entità del DCPA
- Denver Center Theatre Company (DCTC), la più grande compagnia professionale residente della regione. Creata nel 1979. Sotto la guida di Edward Payson Call (dal 1979 al 1983), Donovan Marley (dal 1984 al 2005) e Kent Thompson (dal 2005), la DCTC ha messo in scena un gran mole di opere classiche e contemporanee. In riconoscimento di questo lavoro ha ricevuto nel 1998 il Tony Award come Outstanding Regional Theatre.
- Denver Center Attractions (DCA)
- Denver Center’s Education Department'
- Seawell Grand Ballroom, una struttura con una capacità massima di 1029 persone. Questa grande sala pentagonale ha una vista panoramica delle montagne e ospita una grande varietà di eventi.